# Ricardo Galeazzi
Riccardo Galeazzi (1866 – 25 febbraio 1952) è stato un medico italiano, specializzato in ortopedia e ricordato per la sua descrizione della frattura di Galeazzi.

## Biografia
Durante la sua carriera ha ricoperto la carica di direttore della clinica ortopedica presso l'Università di Milano per 35 anni. Era conosciuto per il suo lavoro sulla dislocazione congenita dell'anca, sugli studi sulla scoliosi, sulla tubercolosi scheletrica e sull'osteocondrite giovanile, ed ha contribuito alla comprensione patologica dell'osteite fibrosa cistica e della acondroplasia.
Ha descritto la frattura che porta il suo nome nel 1934, pubblicando la sua esperienza di 18 casi, sebbene il modello di lesione era stata descritta in precedenza da Sir Astley Cooper nel 1842.
Ha inoltre diretto l'Archivio di Ortopedia, la più antica rivista dedicata alla chirurgia ortopedica, per 35 anni.